# Баскетбол на літніх Олімпійських іграх 1968
Змагання з баскетболу на літніх Олімпійських іграх 1968 в Мехіко тривали з 13 до 25 жовтня в Паласіо де лос Депортес. Розіграно 1 комплект нагород — у змаганнях чоловічих збірних. У турнірі взяли участь 16 збірних. У фіналі США перемогла Югославію, здобувши сьомі поспіль золоті олімпійські медалі. Їхнє досягнення 2020 року повторила жіноча збірна США. В матчі за 3-тє місце СРСР перемогла Бразилію. 

## Медальний залік
| Золото: | Срібло: | Бронза: |
| США (USA) Майк Барретт Джон Клоусон Дон Ді Келвін Фаулер Спенсер Гейвуд Білл Госкет Джим Кінґ Ґлінн Солтерс Майк Сіллімен Кен Спейн Джо Джо Вайт Чарлі Скотт | Югославія (YUG) Драгутин Чермак Крешимир Чосич Владимир Цветкович Іво Данеу Радивой Корач Зоран Мароєвич Никола Плечаш Трайко Райкович Драгослав Ражнатович Петар Скансі Дамир Шолман Альоша Жорга | СРСР (URS) Анатолій Крикун Модестас Паулаускас Зураб Саканделідзе Вадим Капранов Юрій Селіхов Анатолій Поливода Сергій Бєлов Прійт Томсон Сергій Коваленко Геннадій Вольнов Яак Ліпсо Володимир Андреєв |

## Кваліфікація
Кожен національний олімпійський комітет (НОК) мав право виставити на регіональні турніри не більш як по одній чоловічій збірній з 12 гравців. На турнір автоматично кваліфікувалися країна-господарка, а також перші п'ять збірних попередніх Олімпійських ігор. Доля решти путівок визначалася за підсумками континентальних турнірів і двох додаткових турнірів.
| Спосіб кваліфікації                         | Дата                       | Місце      | К-ть місць | Кваліфікувалися |
| ------------------------------------------- | -------------------------- | ---------- | ---------- | --------------- |
| Країна-господарка                           |                            |            | 1          | Мексика         |
| Олімпійський турнір 1964                    | 11–23 жовтня 1964          | Токіо      | 5          | США             |
| Олімпійський турнір 1964                    | 11–23 жовтня 1964          | Токіо      | 5          | СРСР            |
| Олімпійський турнір 1964                    | 11–23 жовтня 1964          | Токіо      | 5          | Бразилія        |
| Олімпійський турнір 1964                    | 11–23 жовтня 1964          | Токіо      | 5          | Пуерто-Рико     |
| Олімпійський турнір 1964                    | 11–23 жовтня 1964          | Токіо      | 5          | Італія          |
| Панамериканські ігри 1967                   | 24 липня – 2 серпня 1967   | Вінніпег   | 2          | Куба            |
| Панамериканські ігри 1967                   | 24 липня – 2 серпня 1967   | Вінніпег   | 2          | Панама          |
| Чемпіонат Азії з баскетболу 1967            | 23 вересня – 1 жовтня 1967 | Сеул       | 2          | Філіппіни       |
| Чемпіонат Азії з баскетболу 1967            | 23 вересня – 1 жовтня 1967 | Сеул       | 2          | Південна Корея  |
| Чемпіонат Африки з баскетболу 1968          | 29 березня – 2 квітня 1968 | Касабланка | 2          | Сенегал         |
| Чемпіонат Африки з баскетболу 1968          | 29 березня – 2 квітня 1968 | Касабланка | 2          | Марокко         |
| Європейський передолімпійський турнір       | 25 травня – 3 червня 1968  | Женева     | 2          | Югославія       |
| Європейський передолімпійський турнір       | 25 травня – 3 червня 1968  | Женева     | 2          | Болгарія        |
| Панконтинентальний передолімпійський турнір | 26 вересня – 2 жовтня 1968 | Монтеррей  | 2          | Польща          |
| Панконтинентальний передолімпійський турнір | 26 вересня – 2 жовтня 1968 | Монтеррей  | 2          | Іспанія         |
| Загалом                                     |                            |            | 16         |                 |

## Формат
- Шістнадцять команд поділено на дві групи по 8 у кожній.
- Команди, що посіли перші два місця у групах, потрапляють до півфіналів.
- Команди, що посіли треті та четверті місця у групах, формують додаткову сітку для визначення місць з 5-го по 8-ме.
- Команди, що посіли п'яті та шості місця у групах, формують додаткову сітку для визначення місць з 9-го по 12-те.
- Команди, що посіли сьомі та восьмі місця у групах, формують додаткову сітку для визначення місць з 13-го по 16-те.

## Попередній раунд

### Група A
| Поз | Команда     | І | В | П | ОЗ  | ОП  | РГ   | О  | Кваліфікація                            |
| --- | ----------- | - | - | - | --- | --- | ---- | -- | --------------------------------------- |
| 1   | США         | 7 | 7 | 0 | 599 | 392 | +207 | 14 | Півфінали                               |
| 2   | Югославія   | 7 | 6 | 1 | 592 | 511 | +81  | 13 | Півфінали                               |
| 3   | Італія      | 7 | 5 | 2 | 562 | 539 | +23  | 12 | Класифікаційний раунд за 5–8-ме місця   |
| 4   | Іспанія     | 7 | 4 | 3 | 557 | 548 | +9   | 11 | Класифікаційний раунд за 5–8-ме місця   |
| 5   | Пуерто-Рико | 7 | 3 | 4 | 493 | 468 | +25  | 10 | Класифікаційний раунд за 9–12-те місця  |
| 6   | Панама      | 7 | 2 | 5 | 572 | 624 | −52  | 9  | Класифікаційний раунд за 9–12-те місця  |
| 7   | Філіппіни   | 7 | 1 | 6 | 525 | 636 | −111 | 8  | Класифікаційний раунд за 13–16-те місця |
| 8   | Сенегал     | 7 | 0 | 7 | 383 | 565 | −182 | 7  | Класифікаційний раунд за 13–16-те місця |

13 жовтня
|  |  | США | 81–46 | Іспанія |  | Паласіо де лос Депортес (Мехіко) |

|  |  | Італія | 91–66 | Філіппіни |  | Паласіо де лос Депортес (Мехіко) |

|  |  | Пуерто-Рико | 69–26 | Сенегал |  | Паласіо де лос Депортес (Мехіко) |

|  |  | Югославія | 96–85 | Панама |  | Паласіо де лос Депортес (Мехіко) |

14 жовтня
|  |  | США | 93–36 | Сенегал |  | Паласіо де лос Депортес (Мехіко) |

|  |  | Іспанія | 108–79 | Філіппіни |  | Паласіо де лос Депортес (Мехіко) |

|  |  | Пуерто-Рико | 72–93 | Югославія |  | Паласіо де лос Депортес (Мехіко) |

|  |  | Італія | 94–87 | Панама |  | Паласіо де лос Депортес (Мехіко) |

15 жовтня
|  |  | Сенегал | 65–84 | Югославія |  | Паласіо де лос Депортес (Мехіко) |

|  |  | Іспанія | 88–82 | Панама |  | Паласіо де лос Депортес (Мехіко) |

|  |  | США | 96–75 | Філіппіни |  | Паласіо де лос Депортес (Мехіко) |

|  |  | Пуерто-Рико | 65–68 | Італія |  | Паласіо де лос Депортес (Мехіко) |

16 жовтня
|  |  | Філіппіни | 92–95 | Панама |  | Паласіо де лос Депортес (Мехіко) |

|  |  | Іспанія | 86–62 | Пуерто-Рико |  | Паласіо де лос Депортес (Мехіко) |

|  |  | Сенегал | 55–81 | Італія |  | Паласіо де лос Депортес (Мехіко) |

|  |  | США | 73–58 | Югославія |  | Паласіо де лос Депортес (Мехіко) |

18 жовтня
|  |  | США | 95–60 | Панама |  | Паласіо де лос Депортес (Мехіко) |

|  |  | Сенегал | 54–64 | Іспанія |  | Паласіо де лос Депортес (Мехіко) |

|  |  | Філіппіни | 65–89 | Пуерто-Рико |  | Паласіо де лос Депортес (Мехіко) |

|  |  | Італія | 69–80 | Югославія |  | Паласіо де лос Депортес (Мехіко) |

19 жовтня
|  |  | Панама | 69–80 | Пуерто-Рико |  | Паласіо де лос Депортес (Мехіко) |

|  |  | Філіппіни | 80–68 | Сенегал |  | Паласіо де лос Депортес (Мехіко) |

|  |  | Югославія | 92–79 | Іспанія |  | Паласіо де лос Депортес (Мехіко) |

|  |  | США | 100–61 | Італія |  | Паласіо де лос Депортес (Мехіко) |

20 жовтня
|  |  | Панама | 94–79 | Сенегал |  | Паласіо де лос Депортес (Мехіко) |

|  |  | Італія | 98–86 | Іспанія |  | Паласіо де лос Депортес (Мехіко) |

|  |  | Югославія | 89–68 | Філіппіни |  | Паласіо де лос Депортес (Мехіко) |

|  |  | США | 61–56 | Пуерто-Рико |  | Паласіо де лос Депортес (Мехіко) |

### Група B
| Поз | Команда        | І | В | П | ОЗ  | ОП  | РГ   | О  | Кваліфікація                            |
| --- | -------------- | - | - | - | --- | --- | ---- | -- | --------------------------------------- |
| 1   | СРСР           | 7 | 7 | 0 | 642 | 408 | +234 | 14 | Півфінали                               |
| 2   | Бразилія       | 7 | 6 | 1 | 561 | 418 | +143 | 13 | Півфінали                               |
| 3   | Мексика (H)    | 7 | 5 | 2 | 493 | 443 | +50  | 12 | Класифікаційний раунд за 5–8-ме місця   |
| 4   | Польща         | 7 | 4 | 3 | 473 | 504 | −31  | 11 | Класифікаційний раунд за 5–8-ме місця   |
| 5   | Болгарія       | 7 | 3 | 4 | 456 | 478 | −22  | 10 | Класифікаційний раунд за 9–12-те місця  |
| 6   | Куба           | 7 | 2 | 5 | 514 | 532 | −18  | 9  | Класифікаційний раунд за 9–12-те місця  |
| 7   | Південна Корея | 7 | 1 | 6 | 453 | 530 | −77  | 8  | Класифікаційний раунд за 13–16-те місця |
| 8   | Марокко        | 7 | 0 | 7 | 355 | 634 | −279 | 7  | Класифікаційний раунд за 13–16-те місця |

13 жовтня
|  |  | Бразилія | 98–52 | Марокко |  | Паласіо де лос Депортес (Мехіко) |

|  |  | СРСР | 91–50 | Польща |  | Паласіо де лос Депортес (Мехіко) |

|  |  | Мексика | 75–62 | Південна Корея |  | Паласіо де лос Депортес (Мехіко) |

|  |  | Куба | 61–70 | Болгарія |  | Паласіо де лос Депортес (Мехіко) |

14 жовтня
|  |  | СРСР | 123–51 | Марокко |  | Паласіо де лос Депортес (Мехіко) |

|  |  | Польща | 77–67 | Південна Корея |  | Паласіо де лос Депортес (Мехіко) |

|  |  | Бразилія | 75–59 | Болгарія |  | Паласіо де лос Депортес (Мехіко) |

|  |  | Мексика | 76–75 | Куба |  | Паласіо де лос Депортес (Мехіко) |

15 жовтня
|  |  | Марокко | 59–77 | Болгарія |  | Паласіо де лос Депортес (Мехіко) |

|  |  | Польща | 78–75 | Куба |  | Паласіо де лос Депортес (Мехіко) |

|  |  | СРСР | 89–58 | Південна Корея |  | Паласіо де лос Депортес (Мехіко) |

|  |  | Мексика | 53–60 | Бразилія |  | Паласіо де лос Депортес (Мехіко) |

16 жовтня
|  |  | СРСР | 81–56 | Болгарія |  | Паласіо де лос Депортес (Мехіко) |

|  |  | Марокко | 38–86 | Мексика |  | Паласіо де лос Депортес (Мехіко) |

|  |  | Польща | 51–88 | Бразилія |  | Паласіо де лос Депортес (Мехіко) |

|  |  | Південна Корея | 71–80 | Куба |  | Паласіо де лос Депортес (Мехіко) |

18 жовтня
|  |  | Марокко | 48–85 | Польща |  | Паласіо де лос Депортес (Мехіко) |

|  |  | СРСР | 100–66 | Куба |  | Паласіо де лос Депортес (Мехіко) |

|  |  | Південна Корея | 59–91 | Бразилія |  | Паласіо де лос Депортес (Мехіко) |

|  |  | Мексика | 73–63 | Болгарія |  | Паласіо де лос Депортес (Мехіко) |

19 жовтня
|  |  | Марокко | 54–76 | Південна Корея |  | Паласіо де лос Депортес (Мехіко) |

|  |  | Куба | 68–84 | Бразилія |  | Паласіо де лос Депортес (Мехіко) |

|  |  | Болгарія | 67–69 | Польща |  | Паласіо де лос Депортес (Мехіко) |

|  |  | СРСР | 82–62 | Мексика |  | Паласіо де лос Депортес (Мехіко) |

20 жовтня
|  |  | Марокко | 53–89 | Куба |  | Паласіо де лос Депортес (Мехіко) |

|  |  | Болгарія | 64–60 | Південна Корея |  | Паласіо де лос Депортес (Мехіко) |

|  |  | Мексика | 68–63 | Польща |  | Паласіо де лос Депортес (Мехіко) |

|  |  | СРСР | 76–65 | Бразилія |  | Паласіо де лос Депортес (Мехіко) |

## Матчі на вибування

### Медальна сітка
|  | Півфінали (22 жовтня) | Півфінали (22 жовтня) | Півфінали (22 жовтня) |  |  | Фінал (25 жовтня)              | Фінал (25 жовтня)              | Фінал (25 жовтня)              |
|  |                       |                       |                       |  |  |                                |                                |                                |
|  | A1                    | США                   | 75                    |  |  |                                |                                |                                |
|  | B2                    | Бразилія              | 63                    |  |  |                                |                                |                                |
|  |                       |                       |                       |  |  | A1                             | США                            | 65                             |
|  |                       |                       |                       |  |  | A2                             | Югославія                      | 50                             |
|  | B1                    | СРСР                  | 62                    |  |  |                                |                                |                                |
|  | A2                    | Югославія             | 63                    |  |  | Матч за 3-тє місце (25 жовтня) | Матч за 3-тє місце (25 жовтня) | Матч за 3-тє місце (25 жовтня) |
|  |                       |                       |                       |  |  |                                |                                |                                |
|  |                       |                       |                       |  |  | B2                             | Бразилія                       | 53                             |
|  |                       |                       |                       |  |  | B1                             | СРСР                           | 70                             |

### Класифікаційна сітка
5–8-ме місця
|  | Півфінали (22 жовтня) | Півфінали (22 жовтня) | Півфінали (22 жовтня) |  |  | 5-те місце (25 жовтня) | 5-те місце (25 жовтня) | 5-те місце (25 жовтня) |
|  |                       |                       |                       |  |  |                        |                        |                        |
|  | A3                    | Італія                | 52                    |  |  |                        |                        |                        |
|  | B4                    | Польща                | 66                    |  |  |                        |                        |                        |
|  |                       |                       |                       |  |  | B3                     | Польща                 | 65                     |
|  |                       |                       |                       |  |  | B4                     | Мексика                | 75                     |
|  | B3                    | Мексика               | 73                    |  |  |                        |                        |                        |
|  | A4                    | Іспанія               | 72                    |  |  | 7-ме місце (25 жовтня) | 7-ме місце (25 жовтня) | 7-ме місце (25 жовтня) |
|  |                       |                       |                       |  |  |                        |                        |                        |
|  |                       |                       |                       |  |  | A3                     | Італія                 | 72                     |
|  |                       |                       |                       |  |  | A4                     | Іспанія                | 88                     |

9–12-те місця
|  | Півфінали (23 жовтня) | Півфінали (23 жовтня) | Півфінали (23 жовтня) |  |  | 9-те місце (24 жовтня)  | 9-те місце (24 жовтня)  | 9-те місце (24 жовтня)  |
|  |                       |                       |                       |  |  |                         |                         |                         |
|  | A5                    | Пуерто-Рико           | 71                    |  |  |                         |                         |                         |
|  | B6                    | Куба                  | 65                    |  |  |                         |                         |                         |
|  |                       |                       |                       |  |  | A5                      | Пуерто-Рико             | 67                      |
|  |                       |                       |                       |  |  | B5                      | Болгарія                | 57                      |
|  | B5                    | Болгарія              | 83                    |  |  |                         |                         |                         |
|  | A6                    | Панама                | 79                    |  |  | 11-те місце (24 жовтня) | 11-те місце (24 жовтня) | 11-те місце (24 жовтня) |
|  |                       |                       |                       |  |  |                         |                         |                         |
|  |                       |                       |                       |  |  | A6                      | Куба                    | 91                      |
|  |                       |                       |                       |  |  | B6                      | Панама                  | 88                      |

13–16-те місця
|  | Півфінали (23 жовтня) | Півфінали (23 жовтня) | Півфінали (23 жовтня) |  |  | 13-те місце (24 жовтня) | 13-те місце (24 жовтня) | 13-те місце (24 жовтня) |
|  |                       |                       |                       |  |  |                         |                         |                         |
|  | A7                    | Філіппіни             | 86                    |  |  |                         |                         |                         |
|  | B8                    | Марокко               | 57                    |  |  |                         |                         |                         |
|  |                       |                       |                       |  |  | A7                      | Філіппіни               | 66                      |
|  |                       |                       |                       |  |  | B7                      | Південна Корея          | 63                      |
|  | B7                    | Південна Корея        | 76                    |  |  |                         |                         |                         |
|  | A8                    | Сенегал               | 59                    |  |  | 15-те місце (24 жовтня) | 15-те місце (24 жовтня) | 15-те місце (24 жовтня) |
|  |                       |                       |                       |  |  |                         |                         |                         |
|  |                       |                       |                       |  |  | B8                      | Марокко                 | 38                      |
|  |                       |                       |                       |  |  | A8                      | Сенегал                 | 42                      |

## Підсумкове положення
| Місце | Team           | Pld | W | L |
| ----- | -------------- | --- | - | - |
| 1     | США            | 9   | 9 | 0 |
| 2     | Югославія      | 9   | 7 | 2 |
| 3     | СРСР           | 9   | 8 | 1 |
| 4-те  | Бразилія       | 9   | 6 | 3 |
| 5-те  | Мексика        | 9   | 7 | 2 |
| 6-те  | Польща         | 9   | 5 | 4 |
| 7-ме  | Іспанія        | 9   | 5 | 4 |
| 8-ме  | Італія         | 9   | 5 | 4 |
| 9-те  | Пуерто-Рико    | 9   | 5 | 4 |
| 10-те | Болгарія       | 9   | 4 | 5 |
| 11-те | Куба           | 9   | 3 | 6 |
| 12-те | Панама         | 9   | 2 | 7 |
| 13-те | Філіппіни      | 9   | 3 | 6 |
| 14-те | Південна Корея | 9   | 2 | 7 |
| 15-те | Сенегал        | 9   | 1 | 8 |
| 16-те | Марокко        | 9   | 0 | 9 |